# Língua hodi
O Hodi (Joti) é uma língua ameríndia falada na Venezuela, no suloeste do estado Bolívar; e no norte del estado Amazonas, município Atures.

## Fonologia
Segundo a análise fonológica realizado por Diana Vilera hoti registra sete vogais orais e sete nasais, e vinte e una consoantes:
| Vogais   | Anteriores | Centrais | Posteriores |
| -------- | ---------- | -------- | ----------- |
| Fechadas | i ĩ        | ɨ ɨ͂      | u ũ         |
| Médias   | e ẽ        | ɘ ə̃ː     | o õ         |
| Abertas  |            | a ã      |             |

O inventario de cosecantes é o siguente 
| Consoantes   | Consoantes    | Labiais | Alveolares | Palatais | Velares | Labiovelar | Glotais |
| ------------ | ------------- | ------- | ---------- | -------- | ------- | ---------- | ------- |
| oclusivas    | surdas        | p       | t          | ʦ        | k       | kʷ         | ʔ       |
| oclusivas    | pré-aspiradas | ʰp      | ʰt         | ʰʦ       | ʰk      | ʰkʷ        |         |
| oclusivas    | sonoras       | b       | d          | ɟ        |         |            |         |
| oclusivas    | pré-aspiradas | ʰb      | ʰd         | ʰɟ       |         |            |         |
| fricativa    | fricativa     |         |            |          |         | h          |         |
| vibrante     | simple        |         | ɾ          |          |         |            |         |
| vibrante     | pré-aspiradas |         | ʰɾ         |          |         |            |         |
| aproximantes | simples       |         | w          | j        |         |            |         |
| aproximantes | pré-aspiradas |         | ʰw         | ʰj       |         |            |         |

As oclusivas sonoras são realizadas como nasais [m n ɲ] entre as vogais nasais. 
Miguel Marcello Quatra no consideró como fonemas p, kʷ, ʰkʷ. Seu análise considera a lateral /l/ em vez da vibrante ɾ.

## Classificação
Hoti é uma língua não classificada e não há acordo sobre qual é seu parentesco. De acordo com Migliazzi, existe um léxico de 20% semelhante com Ianomâmi. Devido à longa vizinhança, registra frequentes trocas de palavras com a língua piaroa, da família Saliba, e Coppens aponta a possibilidade de uma relação genética entre os Hoti e essa família. A mesma opinião é defendida por Egleé e Stanford Zent. Jolkesky propõe incluir o hoti, a família sáliba, o ticuna e o andoque numa macro-família Daha. Outros pesquisadores baseados em semelhanças lexicais propuseram classificar a língua Hoti na família Maku.